# Hyperenor Linea
L'Hyperenor Linea è una struttura geologica della superficie di Europa.